# Rosicléia Campos
Rosicléia Cardoso Campos (ur. 7 listopada 1969) – brazylijska judoczka. Dwukrotna olimpijka. Zajęła trzynaste miejsce w Sydney 1996 i szesnaste w Barcelonie 1992. Walczyła w wadze średniej.
Uczestniczka mistrzostw świata w 1993. Startowała w Pucharze Świata w 1989, 1992, 1996, 1997 i 2000. Brązowa medalistka mistrzostw panamerykańskich w 1992 i 1996. Wicemistrzyni Ameryki Południowej w 2000 roku. 

## Letnie Igrzyska Olimpijskie 1992
| Konkurencja | Eliminacje           | Klas. końcowa |
| Konkurencja | Przeciwnik I         | Miejsce       |
| ----------- | -------------------- | ------------- |
| 66 kg       | Heidi Rakels (BEL) P | 16.           |

## Letnie Igrzyska Olimpijskie 1996
| Konkurencja | Eliminacje          | Repasaże            | Klas. końcowa |
| Konkurencja | Przeciwnik I        | Przeciwnik I        | Miejsce       |
| ----------- | ------------------- | ------------------- | ------------- |
| 66 kg       | Cho Min-sun (KOR) P | Wang Xianbo (CHN) P | 13.           |